# Cuspius Fadus
Cuspius Fadus utsågs till landshövding i Judeen efter att Herodes Agrippa I dog i maj år 44 e.Kr. eftersom dennes son, den blott 17-årige Agrippa, av kejsar Claudius ansågs för ung för uppgiften. Han efterträddes år 46 av Tiberius Alexander.